# Condylostylus libidinosus
Condylostylus libidinosus är en tvåvingeart som beskrevs av Octave Parent 1933. Condylostylus libidinosus ingår i släktet Condylostylus och familjen styltflugor.
Artens utbredningsområde är Costa Rica. Inga underarter finns listade i Catalogue of Life.